# Concerto số 1 cho piano (Brahms)
Concerto số 1 cung Rê thứ, Op. 15 là bản concerto đầu tiên của nhà soạn nhạc người Đức Johannes Brahms. Ông sáng tác bản concerto này vào năm 1858. Bản concerto này có một xuất phát rất đặc biệt. Brahms vốn là một người tôn sùng cấu trúc cổ điển trong âm nhạc, nên ông có ý định sáng tác một bản giao hưởng đậm chất cổ điển.Thế nhưng, Brahms lại rất ngưỡng mộ Ludwig van Beethoven. Tuy muốn sáng tác một bản giao hưởng, nhưng Brahms lại cảm thấy cái bóng quá lớn từ Beethoven nên sự phôi thai cho một bản giao hưởng lại cho ra đời một bản concerto dành cho piano. Tác phẩm được trình diễn lần đầu tiên tại Leipzig vào ngày 27 tháng 1 năm 1859. Buổi biểu diễn tác phẩm đã thất bại. Tuy nhiên, bản concerto này cùng với bản số 2, bản cho violin và bản cho bộ đội violin-cello là những tiết mục không thể thiếu trong đời sống âm nhạc.

## Âm thanh
| Concerto cho piano số 1 của Brahms, chương 1: Maestoso |  |
|                                                        |  |
|                                                        |  |